# Cooke
Cooke Optics Limited — английская компания, основанная в 1888 году. Главным образом она известна как производитель объективов. Все объективы Cooke производятся на фабрике компании, расположенной в английском городе Лестер. В ассортименте есть как зум-объективы, так и фиксы, как для кинокамер, так и для фотоаппаратов. Вся производимая Cooke Optics сменная оптика разработана под байонеты других компаний.

## История

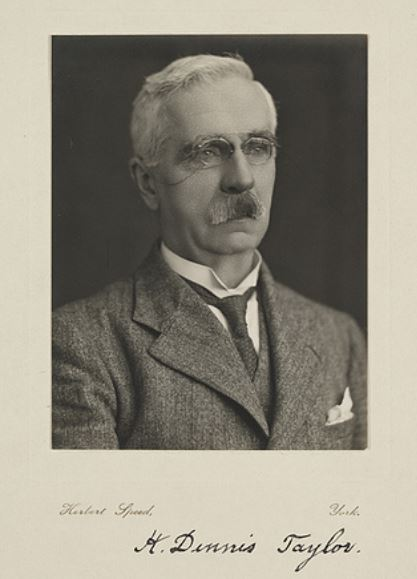
Гарольд Тейлор, изобретатель триплета кука

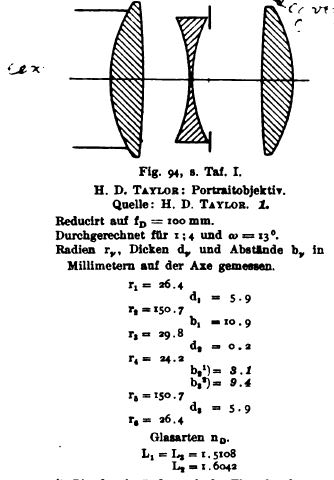
Схема триплета кука

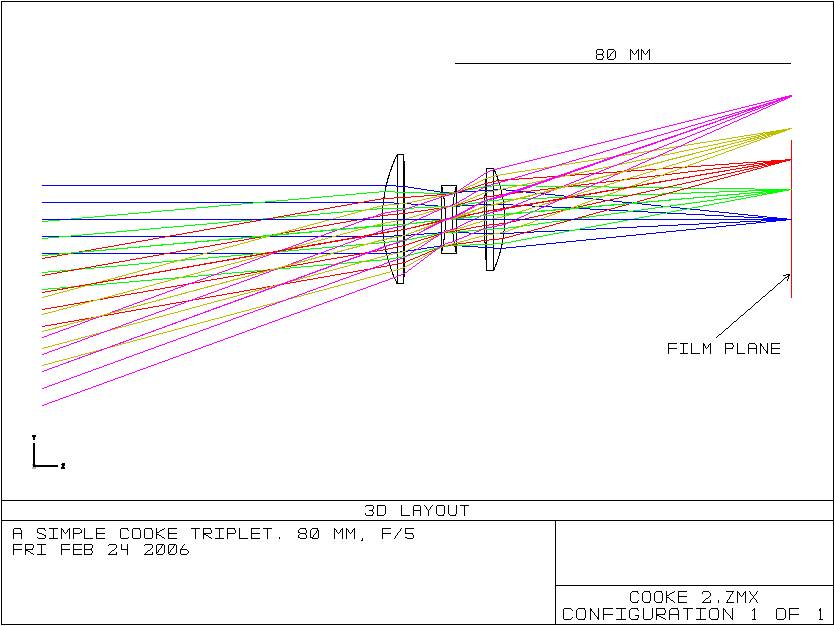
Схема триплета кука для объектива 80 мм

В 1886 году основана компания Taylor, Taylor and Hobson (TTH), занимающаяся производством оптики.
В начале 1890-х изобретатель Гарольд Тейлор из компании en:T. Cooke & Sons, находившейся в английском Йорке рассчитал схему объектива, состоящего из трёх линз и значительно повышающего качество получаемого изображения. Однако компании en:T. Cooke & Sons, главным образом занимающейся производством телескопов, патент был неинтересен, и лицензия на изготовление триплета была передана компании TTH с правом производить объективы под торговой маркой Cooke. Среди других такая лицензия предоставлялась и компании Фогтлендер. 

Со временем TTH полностью потеряла интерес к производству телескопов и сосредоточилась на выпуске оборудования для метрологии. 

Cooke Optics стала преемником компании Taylor, Taylor and Hobson. 

Cooke Optics производит объективы, оборудование для фотолитографии и кинематографа, которые получили широкую популярность в Голливуде.
- 1893: Английский инженер Гарольд Тейлор (англ. en:Harold Dennis Taylor) для фирмы Кук (англ. Cooke of York) рассчитал схему триплета кука — фотографического объектива, состоящего из трёх линз, отделённых друг от друга воздушными промежутками. Запатентована схема в 1894 году[2].[3]
- 1913: Выпущен портретный объектив-апланат с мягким фокусом Cooke Achromatic Portrait Lens f7.5, который широко использовали в своей работе фотографы-пикториалисты Кларенс Уайт и Альфред Стиглиц.
- 1914: Благодаря качеству и надёжности объективы Cooke совместно с фотокамерами Graflex использовались в Имперской трансантарктической экспедиции, целью которой было пересечение всего Антарктического материка.
- 1916: Во время Первой мировой войны поставки германских объективов Zeiss в Англию прекратились. И Cooke выпустила объектив Cooke Aviar Lens для аэрофотосъёмки с характеристиками не уступающими Zeiss.
- 1916: Спроектирован кинообъектив с фиксированным фокусным расстоянием Cooke Speed Panchro. Из-за того, что в кино начали записывать звук на съёмочной площадке, то стали использовать менее шумные и в то же время менее яркие осветительные приборы, что вызвало необходимость использования более светосильных объективов.
- 1922: Зум-объектив Cooke Series VIII f5.6 совместно со специальной версией кинокамеры Newman Sinclair[англ.] использовался в 1922 году для съёмок восхождения на Эверест Британской экспедиции. Джон Ноэль (англ. John Noel) стал официальным фотографом экспедиции, кроме объективов Cooke он использовал три кинокамеры, две панорамные камеры, четыре фотокамеры с фотопластинками (англ. sheet camera), одну стереокамеру и пять плёночных фотокамер модели «Vest Pocket Kodak». Кроме того, у экспедиции была специальная «чёрная палатка» для фотографических работ. Работа экспедиции была запечатлена во множестве фотографий и одном кинофильме.[4]
- 1926: Выпущена камера Graflex Series C с объективом Cooke 6,5 дюймов, f2,5.
- 1930: Спроектирован первый зум-объектив Cooke Varo 40-120 мм для кинопроизводства. Впоследствии он производился и продавался под торговой маркой Bell & Howell.
- 1931: Начали производиться объективы Cooke Speed Panchro для цветной плёнки Technicolor.
- 1932: Получен патент на «Три объектива в одном» Cooke Series XV Triple Convertible. Таким объективом пользовался американский фотограф Энсел Адамс для съёмки американского Запада.
- 1957: кинообъективы Cooke использовались для съёмок Антарктической экспедиции en:Operation Deep Freeze.
- 1959: Представлен набор из 9 объективов Cooke Kinetal 16mm Prime Lenses с фокусными расстояниями 9 мм, 12.5 мм, 17.5 мм, 25 мм, 37.5 мм, 50 мм — T2.0; 75 мм и 100 мм — T2.8; 150 мм T4.0.
- 1971: Представлен объектив Cooke 20-100 мм, T3.1 Varotal zoom lens
- 1980: Представлены зум-объективы Cooke Varokinetal (CVK) 9-50 мм, Cooke Super Cine Varotal 25-250 мм, Cooke Super 16 Varokinetal 10.4-52 мм, Cooke Varopanchro, 20-60 мм, T3.1, Cooke Varopanchro (CVP) 10-30 мм, T1.6, Cooke Cine Varotal 25-250 мм, Mark II, T3.9, Cooke Wide Angle Varotal, 14-70 мм, T3.1, Cooke Varotal 18-100 мм.
- 1992: Представлен зум-объектив Cooke Cinetal 25-250 мм, Mark III, T3.7.
- 1998: Cooke становится независимой компанией в июле 1998 года.

1998: Начался выпуск серии фикс-объективов Cooke S4 Prime T2,0.
- 2004: Представлен зум-объектив Cooke CXX 15-40 мм.
- 2005: Представлена технология /i Technology.
- 2007: Представлен набор фикс-объективов Cooke SK4 для формата Супер-16.
- 2009: Представлен набор фикс-объективов Cooke 5/i T1,4.
- 2012: Представлен набор фикс-объективов Cooke miniS4/i T2,8.
- 2013: Представлен набор анаморфотных фикс-объективов Cooke Anamorphic/i T2,3.

2013: Представлен проектор для тестирования объективов Cooke Metrology Lens Projector.
- 2016: Представлены два анаморфотных зум-объектива Cooke Anamorphic/i 35-140 мм и Cooke Anamorphic/i 45-405 мм.

## Выпускаемая продукция

### Анаморфотные фикс-объективы
В набор Cooke Anamorphic Prime Lenses входят объективы со светосилой T2.3 и фокусными расстояниями 25, 32, 40, 50, 65 макро, 75, 100, 135, 180 и 300 мм.

### Анаморфотные зум-объективы
Cooke Anamorphic Zoom Lenses при зуммировании не проявляют эффекта пульсации изображения и эффекта «дыхания». Механизм виньетирования Viriable Vignetting Stop позволяет использовать высокие значения диафрагмы и разрешения во всём диапазоне фокусных расстояний.
- Cooke Anamorphic/i 35-140 мм
- Cooke Anamorphic/i 45-405 мм

### Фикс-объективы серии 5/i
В набор Cooke 5/i Prime Lenses входят объективы со светосилой T1.4 и фокусными расстояниями 18, 25, 32, 40, 50, 65, 75, 100 и 135 мм. Интересной особенностью является подсветка кольца фокусировки, чтобы оператору было удобнее работать в темноте.

### Фикс-объективы серии S4/i
Объективы Cooke S4/i Prime включают 17 моделей с фокусным расстоянием от 12 до 180 мм, байонетом Arri PL и диафрагмой из 8 лепестков. Разработка объективов для формата Супер-35 велась совместно с компаниями из Голливуда Clairmont Camera и Otto Nemenz. По цветопередаче объективы согласованы с зум-объективами Cooke 18-100 мм T3,0 и 25-250 мм T3,7. Получаемое изображение обладает высокой детализацией и контрастностью, низким уровнем искажений, сферических аберраций и бликования.

### Фикс-объективы серии miniS4/i
Объективы появились в 2012 году, став обновлением серии Panchro. В набор входят объективы со светосилой T2.8 и фокусными расстояниями 18, 21, 25, 32, 40, 50, 65, 75, 100 и 135 мм. Основным преимуществом по сравнению с S4/i является значительно более низкая цена. При этом данная серия объективов пригодна для съёмки в 4К. Поддерживается технология /i Technology, отвечающая за передачу метаданных в камеру.

### Фикс-объективы для среднеформатных фотокамер

#### Cooke Portrait PS945
Портретный объектив-апланат Cooke Portrait PS945 появился в 2004 году, состоит из четырёх линз в двух блоках, имеет фокусное расстояние 229 мм и диафрагму f4.5. Особенностью является мягкий фокус, который при полностью открытой диафрагме создаёт эффект свечения в наиболее ярких областях изображения, при этом резкость и детализация снимка остаются высокими. Голубые и жёлтые цвета передаются с пониженным разрешением, характерным для большинства мягкофокусных объективов. Разрешение достигает 40 пар линий на 1 мм.

#### Cooke XVa
Cooke XVa является «тремя объективами в одном», состоит из трёх разделяемых модулей, которые фотограф может комбинировать между собой, тем самым получая различные фокусные расстояния и изменяя другие характеристики.
Возможные фокусные расстояния:
- 311 мм — при одновременном использовании заднего и переднего модулей
- 476 мм — при использовании заднего модуля
- 646 мм — при использовании переднего модуля
- 273 мм — при одновременном использовании двух задних модулей
- 368 мм — при одновременном использовании двух передних модулей

### Снятые с производства

#### Фикс-объективы серии Super 16 SK 4
В набор входят объективы для камер формата Супер-16 со светосилой T2.0 и фокусными расстояниями 6, 9.5 и 12 мм.

#### Фикс-объективы серии Panchro
Объективы со светосилой T2.8 были сняты с производства в 2012 году и заменены на серию miniS4/i. В набор входят объективы с фокусным расстоянием 18, 25, 32, 40, 50, 65, 75, 100 и 135 мм.

#### Фикс-объективы серии SK4 — RED Set
Набор состоит из одног зум-объектива, трёх фикс-объективов и футляра для переноски
- Cooke S4/i 15-40mm T2.0 CXX зум-объектив с защитным фильтром для линз
- Cooke S4/i 50 мм T2.0
- Cooke S4/i 75 мм T2.0
- Cooke S4/i 100 мм T2.0
- Футляр для переноски

## Технология /i Technology
Данная технология позволяет цифровым и плёночным кинокамерам в автоматическом режиме производить запись метаданных, получаемых от объектива, для каждого снимаемого кадра с поддержкой синхронизации по таймкоду.
Технология позволяет в режиме реального времени получать данные о параметрах фокуса, светосилы, глубины резкости.

## Конкуренты
Cooke конкурирует в сегменте профессионального кинопроизводства, её объективы рассчитаны на совместное использование с камерами Arri, Red и другими.
- Carl Zeiss — германская компания, специализирующаяся в области оптики
- Panavision — американская компания, специализирующаяся на производстве киносъёмочных аппаратов и объективов
- Canon — японская компания, захватившая большую долю массового рынка и стремящаяся зайти на профессиональный кинорынок

## Критика
Операторы, входящие в состав Американского общества кинооператоров, такие как Эд Лакмэн (Сладкий Ноябрь, Эрин Брокович), Джеймс Крессантис (Китайский городовой), Роб Маклакен (Пункт Назначения, Игра престолов), Сальваторе Тотино (Нокдаун, Фрост против Никсона, Ангелы и демоны) положительно отзываются о качестве объективов и их рисунке.
В среде профессионалов-кинооператоров используется словосочетание Cooke Look, которое субъективно описывает характерное качественное и эстетически привлекательное изображение, получаемое объективами Cooke. Качественно оно складывается из резкого изображения в фокусе, правильной передачи баланса цвета, мягкого контраста, мягкого размытия областей вне фокуса. Технические специалисты отмечают также приятную глубину цвета и совпадение между резкостью и хроматическим фокусом.

## Награды
- В 1934 году за изобретение триплета и создания на его основе объектива под торговой маркой Cooke изобретатель Гарольд Тейлор (Harold Dennis Taylor) и владельцы бизнеса братья Вильям и Томас Тейлоры (William, Thomas Taylor) получили медаль прогресса Королевского фотографического общества (Royal Photographic Society) за вклад в развитие оптики.[11]
- В 1999 году объективы Cooke S4 Prime были награждены техническим Оскаром «за механическое и оптическое превосходство».
- В 2000 году объективы Cooke S4 Prime были награждены техническим Эмми «за выдающиеся достижения в проектировании».
- 2007: Система Cooke S4 /i — Лучшая премьера NAB2007.
- В 2013 году за множество инноваций в проектировании и производстве линз для съёмочных камер Cooke получил технический Оскар «За заслуги».[1][12]